# Lajos Kű
Lajos Kű (Székesfehérvár, 5 luglio 1948) è un ex calciatore ungherese, di ruolo attaccante.

## Carriera

### Club
Nel 1978 fuggì dal suo paese per motivi politici e trovò ospitalità in Belgio. Con il Club Bruges ha giocato la Finale della Coppa dei Campioni 1977-1978.

### Nazionale
Con la sua Nazionale vinse una medaglia d'argento alle Olimpiadi del 1972.

## Palmarès

### Calcio

#### Club
- Campionato ungherese: 1

Ferencvaros: 1968
- Coppa d'Ungheria: 2

Ferencvaros: 1971-1972, 1973-1974
- Campionato belga: 2

Bruges: 1977-1978, 1979-1980

#### Nazionale
- Argento olimpico: 1

Monaco di Baviera 1972